# Roger Corman
Roger Corman (Detroit, Michigan, 5 d'abril de 1926 - Santa Monica, Santa Monica, 9 de maig de 2024) fou un productor i director de cinema de culte estatunidenc conegut per les seves nombroses pel·lícules de baix pressupost. Sota la seva direcció van començar els seus primers passos en el cinema nombrosos directors ara famosos.
Corman va utilitzar els ingressos que li va proporcionar el guió de Highway Dragnet que va dirigir Nathan Juran per produir el seu primer llargmetratge, una pel·lícula de ciència-ficció, Monster from the Ocean Floor de 1954, que va funcionar prou per poder produir una segona pel·lícula, The Fast And The Furious, que va vendre a American International Pictures. La seva carrera com a director va començar amb una primera etapa de pel·lícules ràpides, amb alguns westerns com Cinc revòlvers a l'oest o els seus inicis en el terror amb Swamp Women, a mitjans de la dècada de 1950. També va crear pel·lícules de ciència-ficció Day the World Ended. A principis de la dècada de 1960 va fer amb el director artístic Daniel Haller, el guionista Richard Matheson i el director de fotografia Floyd Crosby, la seva sèrie de pel·lícules basades en històries d'Edgar Allan Poe produïdes per l'American International Pictures (A.I.P.), incloent La caiguda de la casa Usher (1960), El pou i el pèndol (1961), El Corb (1963) i La màscara de la mort vermella (1964) en les que en la majoria Vincent Price era l'actor protagonista i alguns papers secundaris van ser interpretats per actors joves i desconeguts llavors com Jack Nicholson (fill d'un dels creadors de la A.I.P., James H. Nicholson) o en hores de baixa popularitat com Boris Karloff. La darrera etapa de Corman és la de les pel·lícules comercials experimentals. Es calcula que va produir més de 300 pel·lícules i dirigí prop de 50 d'elles.
El seu treball com a productor amb la seva empresa New Horizon Films el va dur a visitar alguns països d'Amèrica llatina, com Mèxic i l'Argentina. En aquest últim va coproduir deu pel·lícules en la dècada del vuitanta, entre elles Barbarian Queen (1985).
Entre els directors ara famosos que van treballar a l'inici de les seves carreres amb Corman es conten Francis Ford Coppola, Martin Scorsese, Ron Howard, Peter Bogdanovich, Jonathan Demme, James Cameron i John Sayles. Molts reconeixen que Corman els va influenciar profundament en la seva manera de fer cinema. Actors importants que van començar la seva carrera en el cinema amb Corman són Jack Nicholson, Peter Fonda, Bruce Dern, Michael McDonald, Dennis Hopper i Robert De Niro. Ell mateix va fer cameos en una trentena de pel·lícules, entre elles el silenci dels anyells i El Padrí II.
La seva autobiografia, publicada el 1990, es titula How I Made a Hundred Movies in Hollywood and Never Lost a Dime (Com vaig realitzar un centenar de pel·lícules a Hollywood i mai vaig perdre un cèntim), i documenta la seva experiència en la indústria cinematogràfica. En 2009 va rebre l'Oscar honorífic.

### Vida familiar
Corman va estar casat amb Julie Halloran des de 1970 fins a la seva mort, amb qui va tenir quatre fills. El 9 de maig de 2024, Corman va morir a la seva casa de Santa Monica, Califòrnia, als 98 anys.
El 2009, Corman va ser demandat pels seus fills Roger and Brian, que van afirmar que havien estat acomiadats injustament del negoci familiar de producció després de plantejar preguntes sobre la confiança familiar. El 2018, Corman i la seva dona van ser demandats pels seus fills per la venda de la cinemateca de Corman, un cas es va resoldre el febrer de 2020.

## Filmografia (com a director)
- Cinc revòlvers a l'oest (1955)
- Apache Woman (1955)
- Day the World Ended (1955)
- Swamp Women (1956)
- It Conquered the World (1956)
- Not of This Earth (1957)
- Attack of the Crab Monsters (1957)
- The Undead (1957)
- The Wasp Woman (1959)
- Una galleda de sang (A Bucket of Blood) (1959)
- House of Usher (1960)
- La botiga dels horrors (The Little Shop of Horrors) (1960)
- Last Woman on Earth (1960)
- Creature from the Haunted Sea (1961)
- El pou i el pèndol (The Pit and the Pendulum) (1961)
- L'enterrament prematur (The Premature Burial) (1961)
- The Intruder (1962)
- Tales of Terror (1962)
- L'home amb raigs X als ulls (1963)
- El palau encantat (The Haunted Palace) (1963)
- El corb (The Raven) (1963)
- El terror (The Terror) (1963)
- The Masque of the Red Death (1964)
- The Tomb of Ligeia (1964)
- The Secret Invasion (1964)
- Els àngels de l'infern (The Wild Angels) (1966)
- The St. Valentine's Day Massacre (1967)
- El viatge (The Trip) (1967)
- Maleïda mare (1970)
- Gas-s-s-s (1971)
- L'últim vol del Baró Roig (Von Richthofen and Brown) (1971)
- Frankenstein desencadenat (Frankenstein Unbound) (1990)

## Com a productor
- Beach Ball (1967)
- La cursa de la mort (1975)
- L'allau (1978)